# Rarahu, fleur des îles
Pour plus de détails, voir Fiche technique et Distribution.
Rarahu, fleur des îles (titre original : Blaue Jungs) est un film allemand réalisé par Wolfgang Schleif, sorti en 1957.

## Synopsis
Seconde Guerre mondiale, avril 1945 : Le croiseur auxiliaire Rheinstein de la Kriegsmarine navigue dans le Pacifique Sud près des îles Fidji. S'adressant au public, le journaliste naval "Rolli" Baltus, qui est en fait un étudiant en art, raconte la précédente sortie réussie du croiseur, au cours duquel il a coulé un certain nombre de navires marchands alliés et sauvé leurs équipages. Aussi maintenant à bord se trouvent des passagers capturés et des membres d'équipage de différents pays. Aucun pays n'a été appelé depuis trois mois, et le Rheinstein est en service depuis 18 mois.
Soudain, le cargo américain Auckland est repéré. Une escouade d'attaque grimpe et rencontre le capitaine Tompson, qui avait auparavant été prisonnier de guerre à bord du Rheinstein mais avait été libéré à bord d'un navire néo-zélandais. Il prend sa nouvelle capture avec humour : la guerre sera finie dans trois semaines de toute façon. Lorsqu'il monte à bord du Rheinstein, il est accueilli joyeusement par le chien du navire, Topsie, qui le reconnaît.
L'alambic de Rheinstein étant défectueux et l'eau potable ne pouvant plus être produite, une petite île doit être explorée. Dès lors, une équipe de débarquement composée de "Rolli", des officiers Romberg et Hanstein et du second "Pepp" Mumbauer, un vrai Bavarois, est déployée. "Pepp" tient une MG 42 pour combattre les Américains. "Rolli" est là pour, comme il le remarque ironiquement, documenter les actes héroïques de l'équipe pour la jeune génération. À peine ont-ils débarqué, un navire de guerre américain fait son apparition, si bien que le Rheinstein doit immédiatement quitter l'île et que l'équipe est laissée à elle-même pour le moment.
Sur l'île, les marins allemands rencontrent des indigènes dirigés par un chef et le peintre suisse Carlos Brugger, qui y vit depuis des décennies. Brugger est étonné de l'apparition des Allemands et demande s'ils sont toujours dans la guerre qui a commencé il y a cinq ans ou s'il s'agit d'une nouvelle. Sa belle-fille native Rarahu parle couramment l'allemand. Le lieutenant Romberg et le lieutenant Hanstein tombent rapidement amoureux de Rarahu, ce qui entraîne certaines tensions entre les deux amis, d'autant plus que Hanstein avait auparavant "volé" une petite amie à Romberg à Kiel. Cependant le fils du chef, Timbal, est aussi amoureux de Rarahu et jaloux des avances faites par les deux officiers allemands. Mais à la fin, Rarahu décide d'épouser Hanstein et veut voyager avec lui en Allemagne. Une tentative de Timbal d'éliminer les deux Allemands en leurrant un requin échoue.
Finalement, le Rheinstein revient sur l'île pour reprendre l'équipe, lorsqu'une force navale américaine s'approche soudainement. Pour des raisons humaines, le capitaine de corvette Harkort refuse de s'engager dans le combat, ne voulant pas mettre en danger la vie des prisonniers de guerre à bord, dont beaucoup sont des femmes et des enfants. En contactant les Américains, on apprend que l'Allemagne a capitulé et que la guerre en Europe est terminée. En conséquence, le drapeau de guerre impérial est également abaissé sur le Rheinstein. Un bateau américain se rend sur l'île et explique la nouvelle situation à l'équipe allemande.
Brugger a décidé de retourner en Europe. Cependant, Rarahu a découvert par hasard que Hanstein est fiancé à une femme nommée Dagmar et décide de rester sur l'île. Au dernier moment, Brugger saute du bateau américain à la mer pour regagner l'île qui ne voulait qu'il la quitte. Alors que le Rheinstein se dirige vers le coucher du soleil, Rarahu, debout sous un cocotier, voit le navire allemand s'éloigner.

## Fiche technique
- Titre : Rarahu, fleur des îles
- Titre original : Blaue Jungs
- Réalisation : Wolfgang Schleif
- Scénario : Gustav Kampendonk
- Musique : Werner Scharfenberger
- Direction artistique : Willi Schatz
- Photographie : Klaus von Rautenfeld
- Montage : Klaus M. Eckstein
- Production : Kurt Ulrich
- Société de production : Berolina-Film
- Société de distribution : Herzog-Filmverleih
- Pays d'origine :  Allemagne de l'Ouest
- Langue : Allemand
- Format : Couleur - 1,66:1 - mono - 35 mm
- Genre : Aventures
- Durée : 97 minutes
- Dates de sortie :
  -  Allemagne de l'Ouest : 5 septembre 1957.
  -  Finlande : 3 octobre 1958.
  -  France : 14 novembre 1958[1].
  -  Danemark : 2 novembre 1959.
  -  Mexique : 14 septembre 1962.

## Distribution
- Karlheinz Böhm : Kapitänleutnant Alfred Hanstein, Erster Offizier
- Claus Biederstaedt : Oberleutnant zur See Hans Romberg, Prisenoffizier
- Walter Giller : Leutnant zur See Rolf "Rolli" Baltus, correspondant naval du Rheinstein
- Franz Muxeneder : Maat „Pepp“ Mumbauer, membre d'équipage
- Viktor Staal (de) : Korvettenkapitän Friedrich Harkort, commandant
- Hans Waldemar Anders : Dr. Otten, médecin de bord
- Hans Stüwe : Carlos Brugger, peintre suisse exilé
- Maea Flohr : Rarahu
- Peter Capell : Captain Jim Tompson
- Charley Grojon : Timbal, fils du chef tribal
- Jürgen Graf (de) : Kurt Mansfeld, officier du Rheinstein
- Vahinerii : Tatü

## Production
Le tournage en Eastmancolor et Agfacolor a lieu en Polynésie française, et à Berlin-Tempelhof.
La chanson Der weiße Mond von Maratonga, incarnée à l'écran par Maea Flohr, est interprétée par Lolita.